# Casa Sagnier
La Casa Sagnier és un edifici del barri de Sant Gervasi - Galvany de Barcelona, catalogat com a bé amb elements d'interès (categoria C) i inclòs a l'Inventari del Patrimoni Arquitectònic de Catalunya.

## Història
Anteriorment, hi havia hagut una torre pertanyent a Lluís Sagnier i Nadal, pare de l'arquitecte Enric Sagnier i Villavecchia, on s'havien dut a terme reformes, però el 1900 es decidí enderrocar-la i construir una nova torre, segons el projecte del mateix arquitecte.
El 1936, la casa quedà buida i no es té constància del seu ús durant la Guerra Civil. El 1949, s'hi establí una residència femenina d'estudiants del Sindicat Espanyol d'Estudiants fins al 1955, quan passà a ser Col·legi Major sota la supervisió de la Universitat de Barcelona. El 1981, es va acordar instal·lar-hi el Centre d'Estudis Històrics Internacionals de la Universitat de Barcelona i l'Institut d'Arqueologia, fins al 1996.
El 1996, els veïns es van mobilitzar per reivindicar l'espai, sota el lema «Salvem els jardins de Brusi», aconseguint que l'any 2002 s'obrissin els jardins de la casa al públic. Finalment, entre el 2006 i 2007, es va signar un conveni entre la Casa Sagnier i la Universitat de Barcelona, pel qual l'edifici s'utilitzaria com a centre cívic. Entre els anys 2007 i 2018 va ser el centre Cívic Casa Sagnier i a partir de 2018 es va constituir com a Espai Jove Casa Sagnier, acollint diversos projectes i serveis destinats a joves d'entre 12 i 29 anys.

## Descripció
Situada als peus del Turó de Monterols, es tracta d'un bloc quadrat, de tres plantes d'alçada, proveït d'unes ales laterals. Es construí utilitzant un repertori decoratiu de gust gòtic, però també amb petits detalls modernistes. Destaquen les gàrgoles, els finestrals i la cornisa emmerletada. L'interior estava distribuït en dotze habitacions i una capella particular per la família.
El jardí que l'envolta, anomenat abans de Brusi i actualment d'Enric Sagnier, sembla que tenia una gruta que abastia d'aigua la propietat i hi havia una pista de tennis i un petit tren de vapor en miniatura.